# 서두원 (야구 선수)
서두원(徐斗源, 1990년 9월 25일 ~ )은 전 KBO 리그 두산 베어스의 투수이다.

## 두산 베어스시절
2013년에 입단하였다.

## 출신 학교
- 서울숭인초등학교(노원리틀)
- 청량중학교
- 덕수고등학교
- 중앙대학교